# Thomas Krokowski
Thomas Krokowski (* 24. März 1957 in Wipperfürth) ist ein ehemaliger deutscher Handballspieler.
In der Jugend begann Krokowski beim SV Wipperfürth. Mit 18 wechselte er zum VfL Gummersbach. Dort blieb der Abwehrspezialist 14 Jahre und erreichte mit der Mannschaft eine Vielzahl von nationalen und internationalen Titel. Im Angriff spielte Krokowski in den ersten Jahren auf der Linksaußen-Position, später nach dem Rückzug von Heiner Brand wechselte er auf die Mittel-Position. Für den VfL Gummersbach bestritt er 316 Bundesligaspiele, in denen er 679 Tore erzielte. 1989 wechselte er zu Bayer 04 Leverkusen, wo er zwei Spielzeiten aktiv war. Für Deutschland bestritt Krokowski 33 Länderspiele, in denen er 55 Tore erzielte.  Ab 1991 war er als „Hobbyspieler“ bei TS Bergisch Gladbach und TV Refrath in der Landes- beziehungsweise Verbandsliga. Beim TV Refrath war Krokowski Spielertrainer.
Ab 1995 war er beim VfL Gummersbach für zwei Jahre Sportmanager.
Krokowski ist Diplom-Kaufmann und arbeitet als Geschäftsführer bei einer Agentur für Unternehmenskommunikation. Er wohnt in Herkenrath, ist verheiratet und hat zwei Kinder.

## Erfolge
- Deutscher Meister 1982, 1983, 1985 und 1988
- DHB-Pokalsieger 1977, 1978, 1982, 1983 und 1985
- Europapokal der Landesmeister 1983
- Europapokal der Pokalsieger 1978 und 1979
- IHF-Pokal 1982
- Vereinseuropameister 1979 und 1989